# 張鶚 (嘉靖辛丑進士)
張鶚（1507年—？年），字一卿，四川保寧府蒼溪縣人，民籍，治《詩經》。

## 生平
三月初五日生，行三，由國子生中式四川鄉試第五十三名舉人，會試中式第二百五十六名。年三十五歲中式嘉靖二十年辛丑科第二甲第十八名進士。

## 家族
曾祖張忠；祖張清；父張伯貴；母蒲氏。慈侍下，妻趙氏，兄恩；榮。